# Acromycter perturbator
Acromycter perturbator är en fiskart som först beskrevs av Parr 1932.  Acromycter perturbator ingår i släktet Acromycter och familjen havsålar. IUCN kategoriserar arten globalt som livskraftig. Inga underarter finns listade i Catalogue of Life.